# Лесковик (врх)
Лесковик је планински врх у југоисточној Србији и представља део планине Озрен, а припада Општини Алексинац у Нишавском Округу у Централној Србији. Висина Лесковика износи 1174 метара.